# فرانک ال کالبرستن جونیور
فرانک ال کالبرستن جونیور (به انگلیسی: Frank L. Culbertson, Jr.) فضانورد اهل کشور ایالات متحده آمریکا است که در ۱۵ مهٔ ۱۹۴۹ میلادی در چارلستون، کارولینای جنوبی زاده شد. وی در مأموریت اس‌تی‌اس-۳۸، اس‌تی‌اس-۵۱، اس‌تی‌اس-۱۰۵، اکسپدییشن ۳، اس‌تی‌اس-۱۰۸ حضور داشته است.